# 前田治脩
前田 治脩（まえだ はるなが）は、加賀藩の第10代藩主。加賀前田家11代。第5代藩主・前田吉徳の十男であり、吉徳の息子で藩主についた5人（宗辰、重煕、重靖、重教、治脩）のうち最後の藩主である。

## 生涯
父・吉徳の死の5か月前に最後の男子として生まれる。幼名は時次郎。藩主の十男と序列は極めて低く、本来藩主の座などとても望めない立場であった。誕生翌年の延享3年（1746年）4月、越中勝興寺の住職になることが定まり、6月に名を尊丸と改める。宝暦6年（1755年）11月に勝興寺に移り、宝暦11年（1761年）3月、17歳で得度して闡真と称した。しかし、兄たちは次々に早世し、七男の重教が藩主を継いだ頃には、重教と九男の利実を残すのみであった。明和3年（1766年）に利実も没し、重教にも他の兄たちにも男子がなかったため、明和5年（1768年）12月に闡真は重教の命により還俗した。翌年2月金沢に移り、俗名で名乗りを時次郎に戻した後、諱を利有（としあり）とした。なお、このとき金沢入りした際の道中記は、非常に優れた日記として評価されている。明和8年（1771年）3月、松平名字を与えられる。翌4月、重教の隠居により家督を継ぎ、将軍徳川家治より偏諱を授かり治脩に改名した。
寛政4年（1792年）、藩校明倫堂（総合大学的性格を持つ文学校）と経武館（士官学校的性格を持つ武学校）を兼六園の隣に創設した。学頭は京から招かれた新井白蛾で、当代随一の漢学者として名高かった。
重教が隠居後に男子をもうけたので、長男の斉敬を寛政3年（1791年）に養嗣子とした。しかし斉敬は襲封前に夭逝したため、代わって次男の斉広を養嗣子とし、享和2年（1802年）に家督を譲って隠居した。寛政12年（1800年）に側室の伊遠に自身の男子・裕次郎（利命）が生まれており、斉広の養嗣子（順養子）としたが、裕次郎は文化2年（1805年）に6歳で夭折した。
文化7年（1810年）、66歳で没した。

## 系譜
- 父：前田吉徳（1690年 - 1745年）
- 母：夏、寿清院 - 園田氏
- 正室：法梁院、正姫、前田正（前田利道の娘）
- 側室：智光院 伊遠 - 武村有澄の娘
  - 長男：前田利命（1800年 - 1805年）
- 養子
  - 男子：前田斉敬（1778年 - 1795年） - 前田重教の長男
  - 男子：前田斉広（1782年 - 1824年） - 前田重教の次男
  - 女子：藤姫（1778年 - 1796年） - 前田重教の四女